# Lucy-Jane Matthews
Lucy-Jane Matthews (17 de septiembre de 2002) es una deportista de Reino Unido que compite en atletismo. Ganó una medalla de bronce en el Campeonato Europeo de Atletismo Sub-20 de 2019, en la prueba de 100 m vallas.